# David Hope (baron Hope de Thornes)
David Michael Hope, né le 14 avril 1940 à Wakefield, baron Hope de Thornes, est un ecclésiastique anglican britannique. Évêque de l'Église d'Angleterre depuis 1985, il est archevêque d’York de 1995 à 2005.

## Formation et premiers postes
David Hope est né à Wakefield d'un père travaillant dans le bâtiment et d'une mère enseignante,. Il fait ses études en vue de la prêtrise à la St Stephen's House de l'université d'Oxford ; il est, comme la plupart des autres étudiants, de tendance anglo-catholique. Il est ordonné diacre en 1965, prêtre en 1966. 
Il occupe un poste d'adjoint (curate) dans la paroisse St John de Tue Brook à Liverpool de 1965 à 70. Il est ensuite responsable (vicar) de la paroisse St Andrew d'Orford (banlieue de Warrington) de 1970 à 1974. 
En 1974, il est nommé principal de St Stephen's House, à l'université d'Oxford. Il y entreprend de remédier au relâchement général en matière de mœurs,. Il occupe ce poste jusqu'en 1982, où il reprend la charge d'une paroisse en étant nommé vicar de All Saints, Margaret Street, à Londres. En 1985 David Hope est nommé à la tête du diocèse de Wakefield. Il est alors le plus jeune évêque diocésain de l'Église d'Angleterre.

## Évêque de Londres
En 1991, David Hope devient évêque de Londres, troisième poste de la hiérarchie de l'Église d'Angleterre. En 1995, il fait partie des ecclésiastiques visés par la campagne de coming out forcé organisé par Peter Tatchell et le groupe OutRage!. Dénonçant une tentative « d'intimidation ou pire », David Hope convoque une conférence de presse pour rendre publique la lettre reçue de Peter Tatchell. Il indique que bien que ce soit essentiellement une question privée, la pression subie l'oblige à répondre. Considérant sa propre orientation sexuelle comme non tranchée, et ambiguë, il affirme avoir toujours mené une vie de célibataire, sans activité sexuelle, conforme à la doctrine de son Église,. Le courage montré par David Hope lors de cet épisode sera salué par beaucoup.
Quelques semaines plus tard, David Hope est nommé archevêque d'York, alors qu'il n'est pas au départ considéré comme un des favoris pour le poste. L'accession à la deuxième position de la hiérarchie de l'Église d'Angleterre d'un anglo-catholique qui s'est fermement opposé à l'introduction de l'ordination des femmes est vue comme un moyen de tenter de panser les plaies d'une église divisée,.

## Archevêque d'York
En 2004, il se prononce avec force contre certaines tendances modernes en liturgie, critiquant les tentatives pour rendre les offices plus alléchants en imitant les modes du moment. Il vante les volumes et le silence des églises et demande des actions liturgiques dignes.
En juillet 2004, alors âgé de 64 ans, il surprend les commentateurs en annonçant sa prochaine démission, pour redevenir simple prêtre de paroisse. Les évêques anglicans conservent en effet habituellement leur charge jusqu'à leur 70e année. Le départ de l'archevêque est parfois attribué à son désaccord persistant avec l'introduction de l'ordination des femmes, voire aux difficultés causées par le débat sur l'ordination de prêtres homosexuels,. Peu avant son départ effectif, il souligne que les débats récents ont placé la Communion anglicane au bord de l'implosion. Après son départ, il est créé pair à vie dans la pairie du Royaume-Uni en tant que baron Hope de Thornes.
Le 28 février 2005, il prend en charge la paroisse de St Margaret à Ilkley. Il en démissionne en septembre 2006. Il est depuis évêque assistant honoraire pour le diocèse de Bradford, et pour le diocèse de Gibraltar en Europe. Il continue à siéger à la Chambre des lords.